# Новые Кузьмёнки

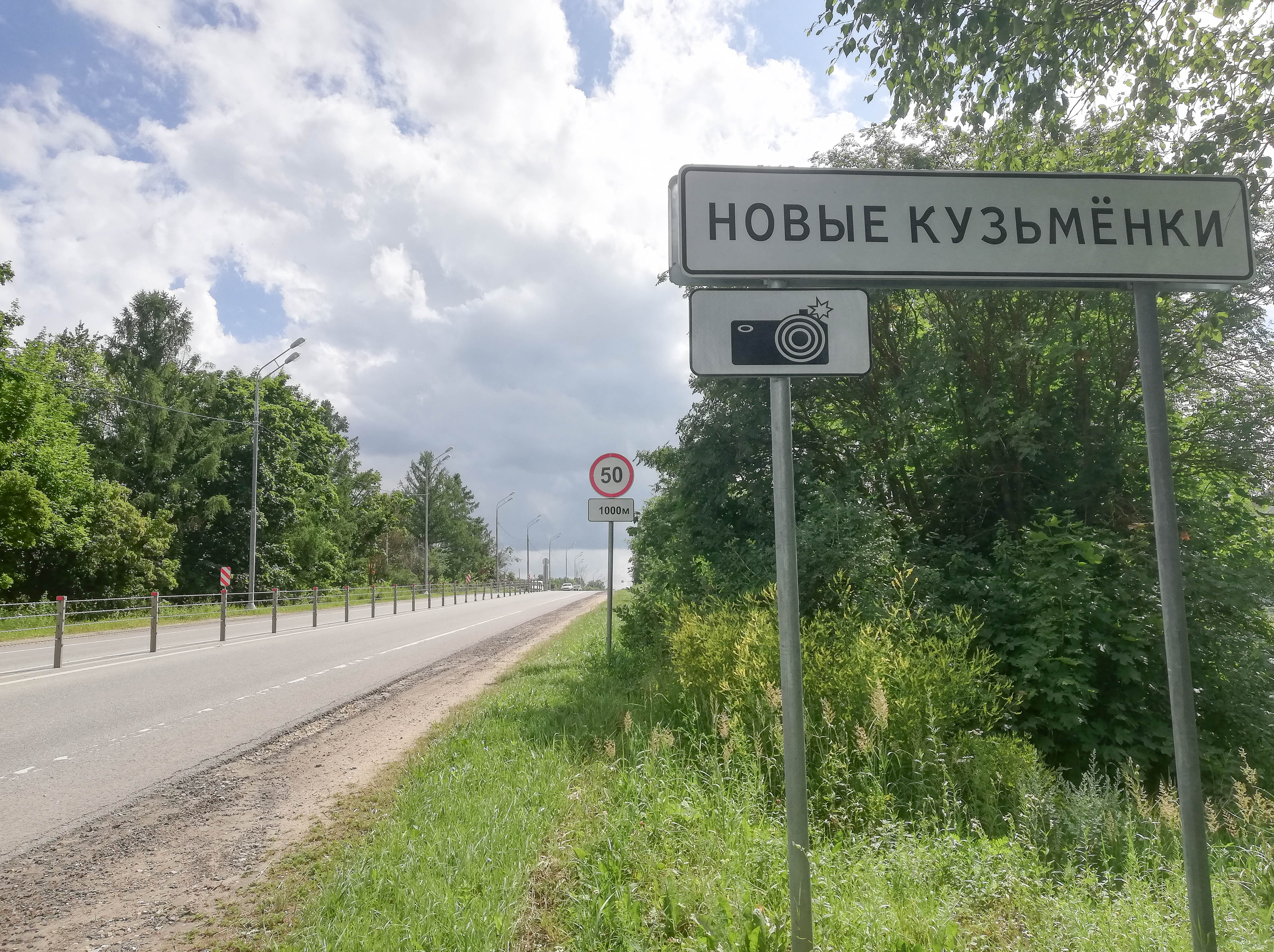
Указатель въезда в деревню на автодороге «Крым»

Новые Кузьмёнки — деревня в Серпуховском районе Московской области. Входит в состав Васильевского сельского поселения (до 29 ноября 2006 года входила в состав Васильевского сельского округа).

## Население
| 2002 | 2006 | 2010 |
| ---- | ---- | ---- |
| 21   | ↗22  | ↗27  |

## География
Новые Кузьмёнки расположены примерно в 14 км (по шоссе), на север от Серпухова, на безымянном левом притоке реки Нара, на автодороге Крым, высота центра деревни над уровнем моря — 174 м. Новые Кузьмёнки связаны автобусным сообщением с райцентром и соседними населёнными пунктами.